# Body to Body
Body to Body é o segundo álbum de estúdio da banda de dance music belga Technotronic, lançado em 1991. Ele apresenta os singles "Move That Body" e "Work", ambos com a  cantora Réjane Magloire, no disco creditada como Reggie.

## Faixas
1. "Move That Body" (Jo Bogaert, Réjane Magloire)
2. "Work" Jo Bogaert (Bogaert, Patrick De Meyer, Magloire)
3. "Release Yourself" (Bogaert, De Meyer, Magloire)
4. "Cold Chillin'" (Bogaert, Lucien Foort, Oliver Abbeloos, De Meyer)
5. "Voices" (Bogaert)
6. "Money Makes the World Go Round" (Bogaert, Magloire)
7. "Gimmie the One" (Bogaert, De Meyer, Magloire)
8. "Yeh-Yeah" (Bogaert)
9. "Body to Body" (Bogaert, Foort, Abbeloos)
10. "Get It Started" (Bogaert, Magloire)
11. "Bogaert's Breakfast" (Bogaert)

## Creditos (parcial)
- Jo Bogaert – produtor
- Michel Dierickx – engenheiro de áudio e co-mixagem

## Gráficos
| Gráfico                     | Posição pico |
| --------------------------- | ------------ |
| Álbuns Austrálianos(ARIA)   | 86           |
| Álbuns do Reino Unido (OCC) | 27           |